# Innokientij Gierasimow
Innokientij Pietrowicz Gierasimow (ros. Иннокентий Петрович Герасимов, ur. 26 listopada?/9 grudnia 1905 w Kostromie, zm. 30 marca 1985 w Moskwie) – radziecki geograf fizyczny, geomorfolog i gleboznawca.

## Życiorys
Urodził się w rodzinie prawnika i dziennikarza będącego deputowanym do Dumy Państwowej 3 i 4 kadencji z ramienia partii kadetów zmarłego w 1917. W 1922 ukończył szkołę w Permie. Studiował na Wydziale Geograficznym Piotrogrodzkiego Uniwersytetu Państwowego (od 1924: Leningradzkiego Uniwersytetu Państwowego), który ukończył w 1925. Po ukończeniu w 1930 aspirantury został pracownikiem naukowym Uniwersytetu Leningradzkiego, na którym był m.in. adiunktem, jednocześnie do 1930 prowadził wykłady z paleogeografii w Instytucie Górniczym. W 1936 obronił rozprawę doktorską, w 1939 przeniósł się do Moskwy, gdzie w 1943 wstąpił do Instytutu Geografii Akademii Nauk ZSRR, gdzie pełnił obowiązki kierownika działu geomorfologii, a później geografii gleb, od 1951 do końca życia kierował tym instytutem. Od 1945 należał do WKP(b). W 1946 został członkiem korespondentem, a w 1953 akademikiem Akademii Nauk ZSRR. Był wiceprzewodniczącym Towarzystwa Geograficznego ZSRR. Brał udział w naukowych ekspedycjach do Kazachstanu, Azji Środkowej, na Zachodnią Syberię, Ural, Daleki Wschód i do innych regionów. Podróżował do Europy Zachodniej, Indii, Chin, Japonii, Cejlonu, Senegalu, Algierii, Tunezji, Maroka, Gwinei, Brazylii, Chile, Urugwaju, USA, Meksyku, Nowej Zelandii i Australii. Kierował wieloma radzieckimi delegacjami naukowymi na międzynarodowe kongresy geograficzne, gleboznawcze i inne. W 1964 był kierownikiem redakcji Fizycznogeograficznego Atlasu Świata. W 1957 został przewodniczącym Narodowego Komitetu Radzieckich Geografów, w 1963 przewodniczącym Wszechzwiązkowego Towarzystwa Gleboznawców, od 1960 do 1968 przewodniczącym Międzynarodowego Związku Geograficznego, a od 1968 wiceprzewodniczącym Międzynarodowego Towarzystwa Gleboznawców. W 1962 został członkiem rzeczywistym Akademii Nauk Bułgarii, w 1968 członkiem rzeczywistym Niemieckiej Akademii Nauk w Berlinie, a w 1965 członkiem Akademii Nauk Leopoldina NRD.

## Odznaczenia i nagrody
- Order Lenina (dwukrotnie, 1953 i 1975)
- Order Czerwonej Gwiazdy (1945)
- Order „Znak Honoru” (1965)
- Nagroda Państwowa ZSRR (1973)
- Medal „Za ofiarną pracę w Wielkiej Wojnie Ojczyźnianej 1941–1945”
- Medal 800-lecia Moskwy (1947)
- Złoty Medal Towarzystwa Geograficznego ZSRR (1980)
- Order Zasługi Cywilnej (Ludowa Republika Bułgarii, 1949)
- Order Cyryla i Metodego (Ludowa Republika Bułgarii, 1977)
- Medal Przyjaźni (Mongolska Republika Ludowa, 1982)

I inne.